# Фонте ла Ноче (Кампобасо)
Фонте ла Ноче је насеље у Италији у округу Кампобасо, региону Молизе.
Према процени из 2011. у насељу је живело 124 становника. Насеље се налази на надморској висини од 836 м.